# Janet Jackson
Janet Damita Jo Jackson, född 16 maj 1966 i Gary, Indiana, är en amerikansk sångerska, låtskrivare, skådespelare, dansare och musikproducent.
Jackson har haft tio listettor på amerikanska Billboard Hot 100 sedan 1986. Under 2007 har filmen Why Did I Get Married?, med Jackson i en av huvudrollerna, rönt framgångar i USA.

## Biografi
Janet Jackson är yngsta och tionde barnet i jacksonska syskonskaran. Hon började framträda redan vid fem års ålder när hennes äldre bröder i The Jackson Five uppträdde i Las Vegas. Vid sju års ålder medverkade hon i TV-framträdanden med sina bröder. Hon medverkade också i några såpoperor (Good Times 1977–1979, Diff'rent Strokes 1980–1981, och Love Boat). Med rollen i TV-serien Fame blev hon uppmärksammad i Sverige och både Aftonbladets och Expressens nöjesbilagor skrev om henne.
Jacksons musikkarriär började med inspelningar med sina syskon. Hon sjöng duett med brodern Randy och körade bakom systern LaToya och brodern Michael. Vid 16 års ålder släppte hon sitt debutalbum 1982, Janet Jackson. Skivan fick inte så mycket uppmärksamhet och 1984 släpptes uppföljaren Dream Street producerad av hennes bror Marlon Jackson. Inte heller den skivan fick någon större framgång.
Jacksons musikaliska karriär tog istället fart med hennes tredje album Control 1986. Istället för lättsmält pop som på de två första skivorna var låtarna på detta album funkigare, mer R&B. Bakom skivan stod producenterna Jimmy Jam och Terry Lewis. Jackson fick listframgångar med låtar som "When I Think of You", "Nasty", "Control", "The Pleasure Principle" och "Let's Wait Awhile". Albumet sålde 14 miljoner exemplar över hela världen.
En lika stor framgång blev den följande skivan, Janet Jackson's Rhythm Nation 1814, som kom 1989. Med samma producenter bakom sig fick Jackson ett flertal listframgångar med singlarna Miss You Much, Rhythm Nation, Escapade, Black Cat, Alright och Love Will Never Do (Without You). Hon gav sig också ut på en framgångsrik världsturné under 1990 som sågs av 2 miljoner människor.
Jackson återvände därefter till skådespelandet när hon 1993 medverkade i regissören John Singletons Poetic Justice där hon spelade mot Tupac Shakur. Hon bytte också skivbolag till Virgin Records som betalade henne 50 miljoner dollar för två skivor. 1993 släpptes skivan janet. som inte fick lika många topplaceringar som hennes tidigare skivor men ändå lyckades sälja fler exemplar, 20 miljoner album över hela världen. Hon gav sig därefter ut på en världsturné som varade två år. Hon lyckades också omförhandla sitt kontrakt med Virgin Records som höjde summan till 80 miljoner dollar och därmed gjorde henne till den högst betalda musikern någonsin.
År 1997 kom nästa skiva, The Velvet Rope, och singlarna Got 'til it's gone, Together Again och I Get Lonely. Albumet var ett avsteg från hennes tidigare stil med nya inslag av eurodisco och Jacksons image som en helylletjej bröts med sexuellt utmanande fotografier och en låt där Jackson simulerade telefonsex. Albumet sålde också sämre än tidigare album, endast 8 miljoner exemplar.
Nästa skiva All For You 2001 var betydligt mer positiv, men försäljningssiffrorna sjönk ytterligare till 7 miljoner exemplar. Jackson gav sig ut på ytterligare turnerande. Hennes konserter i Europa blev inställda efter terroristattentaten den 11 september 2001.
Jacksons släppte skivan Damita Jo våren 2004 men blev ett kommersiellt misslyckande när både MTV och VH1 valde att inte visa musikvideon till första singeln Just a Little While, efter "Nipplegate"-kontroversen under Super Bowl XXXVIII, då Jacksons bröst ett ögonblick syntes live på TV.
Jacksons skiva 20.Y.0 släpptes 2006 och blev ett stort fiasko jämfört med de andra skivorna som hon utgav. 2007 provade hon på nytt igen, denna gång släpptes hennes låt "Feedback" den 12 december i Amerika och hennes stjärnstatus hyllades igen. Den 26 februari 2008 släppte Janet sitt tionde studioalbum, Discipline.

## Privatliv
År 1984 rymde Janet Jackson med sångaren James DeBarge som hon gifte sig med; äktenskapet blev kortvarigt på grund av makens drogproblem. År 2003 skilde hon sig från Rene Elizondo, ett äktenskap hon hållit hemligt för omvärlden. Mellan 2012 och 2017 var Jackson gift med den qatariske miljardären Wissam Al Mana. Paret fick en son den 3 januari 2017.

## Diskografi
- 1982 - Janet Jackson
- 1984 - Dream Street
- 1986 - Control
- 1989 - Janet Jackson's Rhythm Nation 1814
- 1993 - Janet
- 1995 - Design of a Decade 1986-1996 (samlingsalbum)
- 1997 - The Velvet Rope
- 2001 - All For You
- 2004 - Damita Jo
- 2006 - 20 Years Old
- 2008 - Discipline

## Trackslistan
| Låt                            | Datum             | Högsta | Placeringar            |
| ------------------------------ | ----------------- | ------ | ---------------------- |
| Nasty                          | 16 augusti 1986   | 3      | 19, 13, 9, 5, 3, 6, 15 |
| When I Think of You            | 25 oktober 1986   | 10     | 12, 10, 14             |
| Let's Wait Awhile              | 11 april 1987     | 9      | 15, 9, 13, 18          |
| Miss You Much                  | 16 september 1989 | 19     | 19, 20                 |
| Rhythm Nation                  | 9 december 1989   | 18     | 18, 18                 |
| Escapade                       | 24 februari 1990  | 10     | 14, 10, 10, 15         |
| Come Back to Me                | 8 september 1990  | 18     | 18                     |
| Black Cat                      | 29 september 1990 | 6      | 19, 12, 10, 6, 7, 12   |
| Love Will Never Do Without You | 12 januari 1991   | 16     | 17, 16                 |
| That's the Way Love Goes       | 15 maj 1993       | 14     | 19, 14, 17             |
| If                             | 21 augusti 1993   | 13     | 19, 15, 13, 16         |
| Again                          | 4 december 1993   | 3      | 5, 3, 3, 6, 7, 5, 13   |
| Runaway                        | 23 september 1995 | 19     | 19                     |
| All for You                    | 7 april 2001      | 9      | 9, 13                  |

## Filmografi (urval)
- 2010: For Colored Girls
- 2010: Why did I get married Too ?
- 2007 – Why did I get married?
- 2004 - Will & Grace, avsnitt Back Up, Dancer (cameoroll i TV-serie)
- 2000 – Den galna professorn 2 - Klumps
- 1993 – Poetic Justice
- 1984-1985 - Fame (cameoroll i TV-serie, 2 avsnitt)